# 聯和墟
聯和墟位於香港新界北區粉嶺北部，是粉嶺發展的里程碑。根據統計處2007年的統計，聯和墟人口約21,335人。聯和墟附近設有港鐵粉嶺站 (大約步行10-15分鍾)，為該區提供鐵路服務。

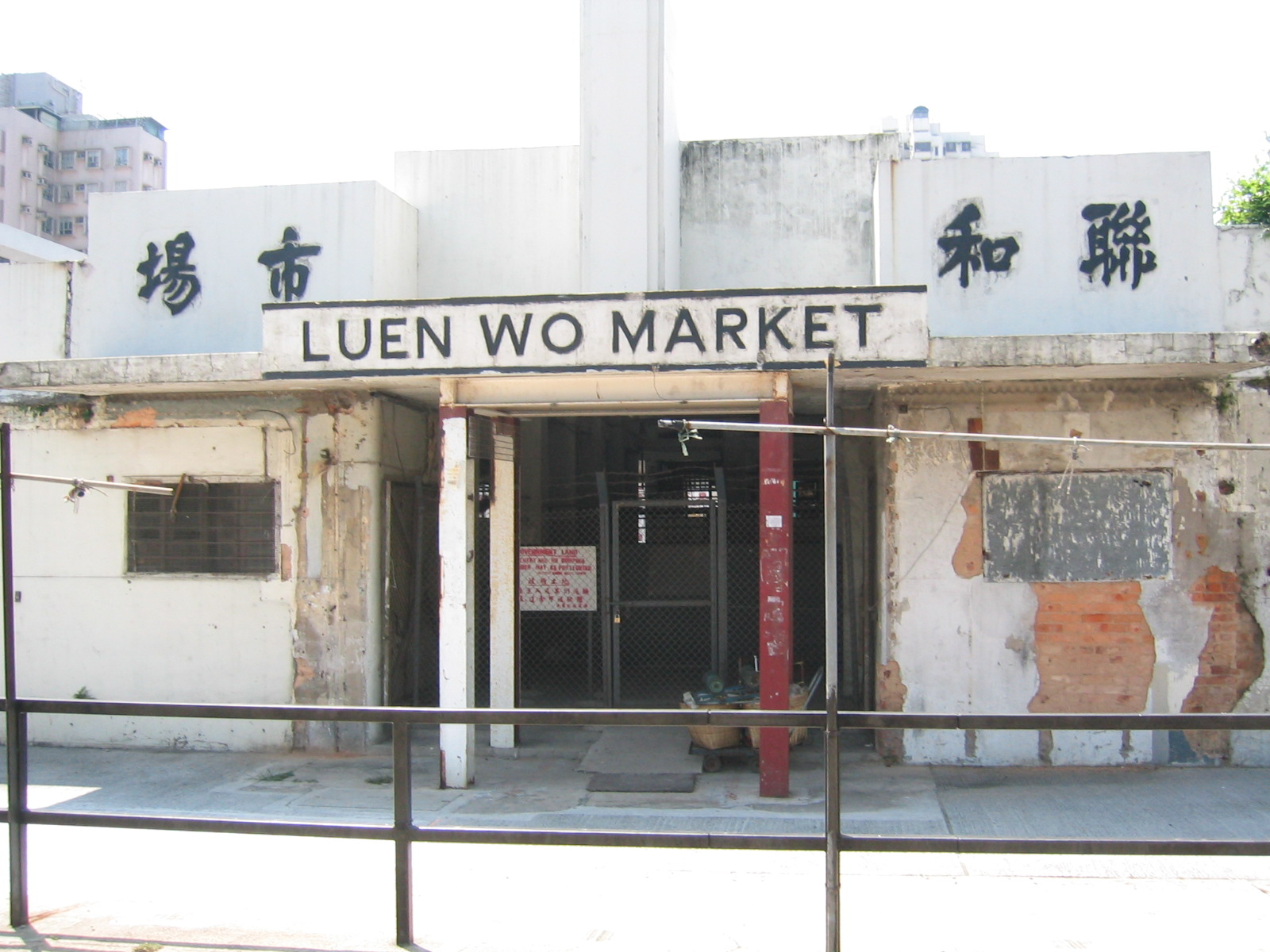
於2002年停用至今的聯和市場

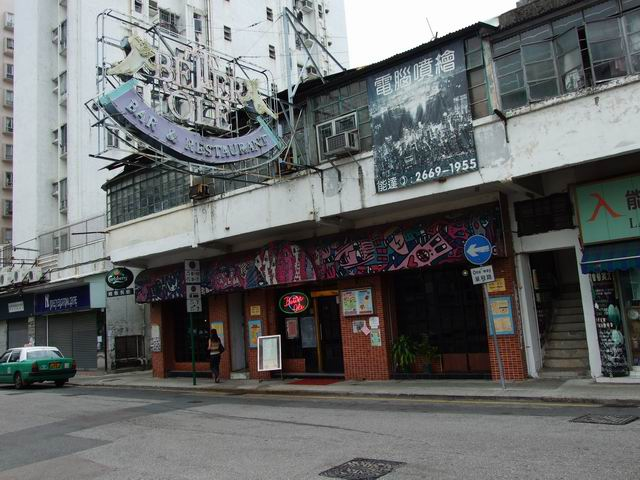
聯和墟的畢打奧餐廳

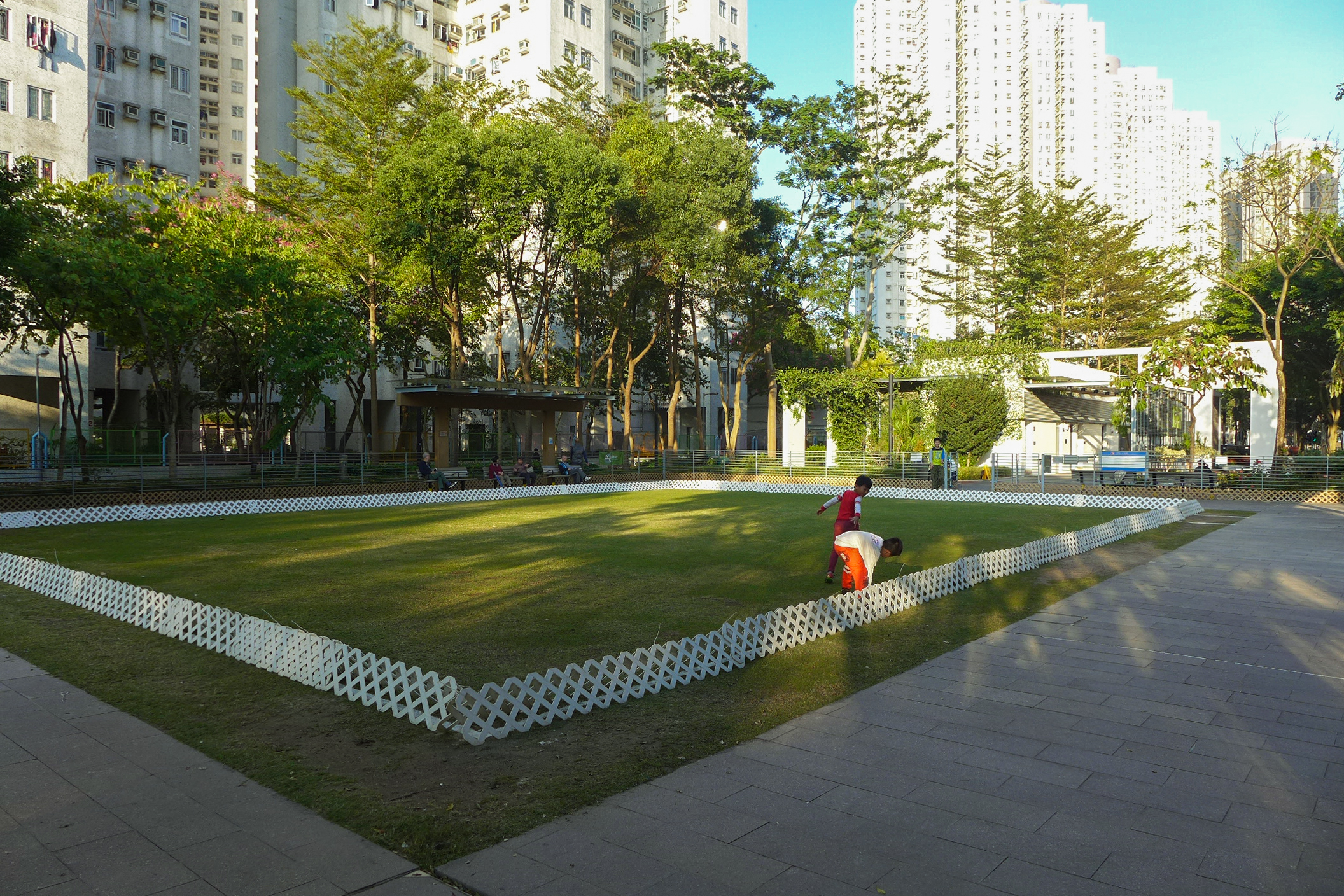
粉嶺樓路遊樂場

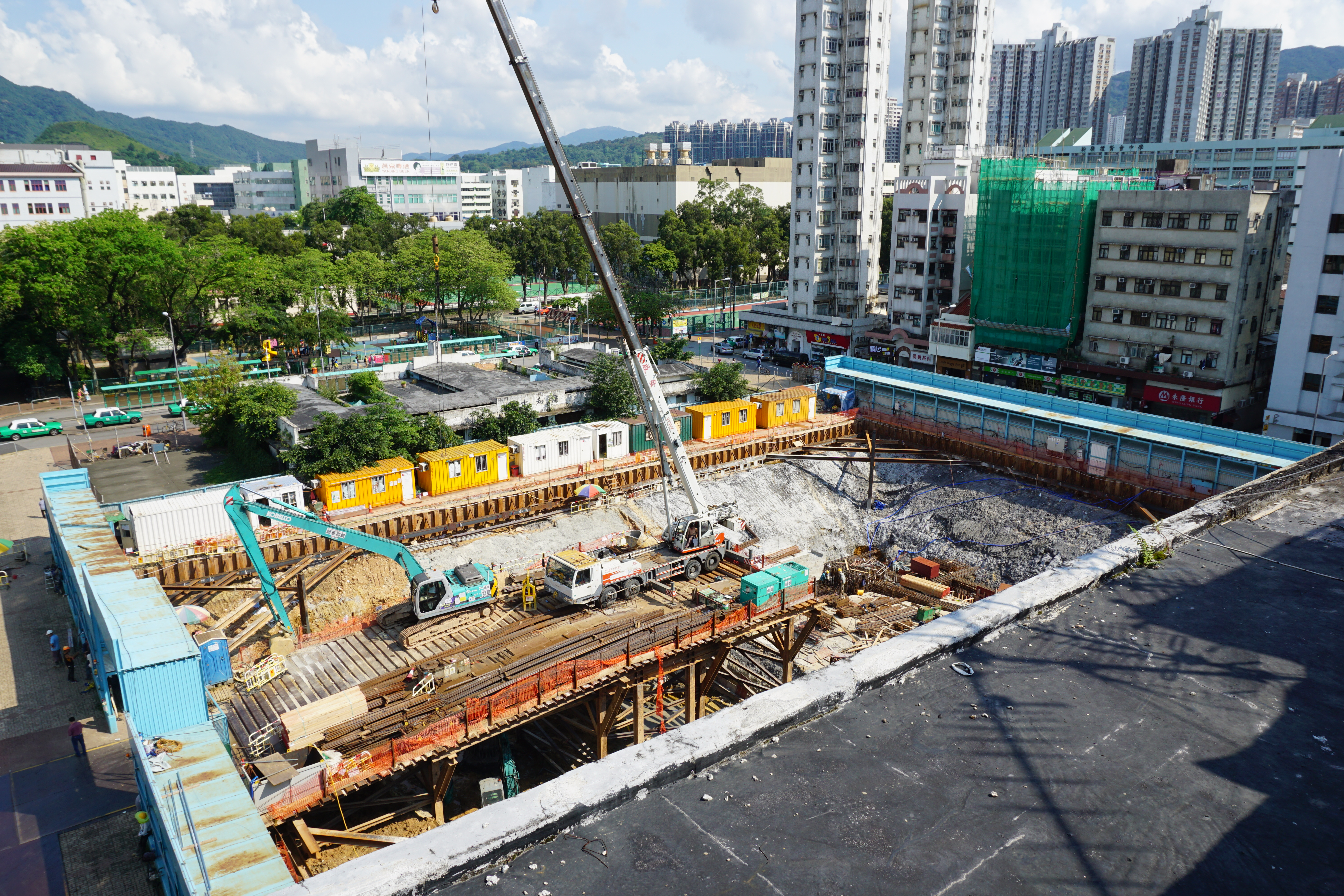
囍逸地盤（2016年）

聯和墟是戰後香港首個興建和規劃的發展工程，是一個現代化的有蓋墟市。多座商住兩用建築，是令墟內繁盛原因之一。墟內有很多具有歷史的建築，包括聯和墟戲院、聯和市場、 雅士餐廳和畢打奧餐廳。此地還是粉嶺區鄉事委員會的所在處。
聯和市場是2007年香港電影《每當變幻時》的拍攝場景，在電影中稱為「富貴墟」。

## 地理

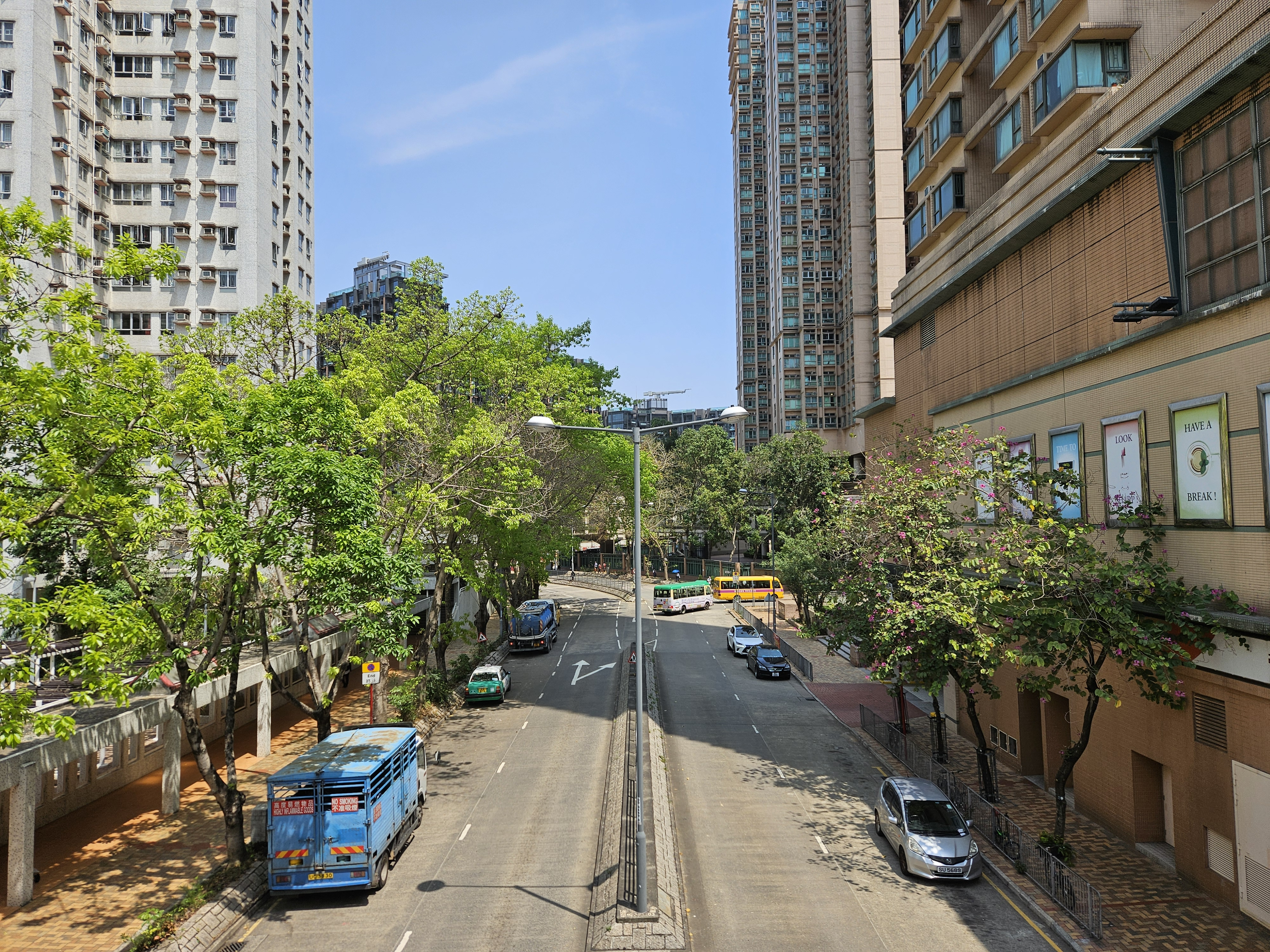
和泰街

- 聯和墟位於粉嶺北部，距離粉嶺站步行約十五分鐘。
- 安樂村工業區與聯和墟只有一街之隔。
- 內劃分為6條街道：聯和道、和豐街、聯發街、聯興街、聯盛街及聯昌街。

## 歷史
聯和墟於1949年10月由粉嶺、沙頭角、打鼓嶺和部分大埔區村民集資成立。1951年正式建墟。當時佔地61萬平方米，建築屋宇共220至240間，中央建有有蓋及露天的市場，有蓋市場為三合土建築，設有60個檔位，包括14個肉檯、12個魚檔、12個菜檔、14個鹹魚檔、2個雞鴨檔、2個牛肉檯及2個豆腐檔，而露天部分可容百餘個小販攤位。圍繞市場四周全是新式兩層建築，設有舖位90間，主要為售賣洋貨及雜貨、米及米機、茶樓餐室、攝影沖曬、理髮廳及旅店，其後更加入跳舞學院及電影院等。

### 建墟背景
聯和墟的建立主要是與上水的石湖墟競爭。在此以前，石湖墟是粉嶺及沙頭角、軍地、打鼓嶺一帶鄉民進行交易的市集，但因被墟主上水廖氏多收秤佣或公秤不準確等問題，驅使粉嶺區鄉民建立新墟以保障利益。

### 籌集資金
1940年代香港政府鼓勵鄉村籌建墟市，1948年由當地鄉紳成立「聯和置業公司」，當中的「聯和」含有「聯合」、「和睦」之意思。公司地址為安樂村瑞勝書樓，於1949年12月22日註冊為有限公司，負責人為李仲莊（董事長）、馮奇焯（副董事長）、彭富華（總經理）、李毓棠（協理）、鄧勳臣及劉維香（司庫）。法定資本為50萬港元，合共5萬股，每股10元，分500股為「創辦股」及49,500股為「普通股」。分三次招股，累計總數為21,918股，集資2,191,800元。「創辦股」由來自粉嶺、打鼓嶺、沙頭角及大埔頭的鄉村認購，而「普通股」則由個人、祖堂或公司購入。

### 發展與變遷
1951年1月20日秏資二百萬元的聯和墟正式開幕營業。開市初期墟期定為一、四、七日，與石湖墟完全相同，隨著買賣活動日益增加，墟期亦逐漸消失，每天營業。凌晨時分有農民在市場對出的空地出售新鮮收割的蔬菜，是為「天光墟」。除市場及商舖外，亦於1952年在墟市後方建設聯和新村，樓房面積約可間一廳兩房，外牆為白色，為數100間，公開發售，當地人稱為「白屋仔」。而戰後建立的聯和墟由於鄰近英國騎兵隊駐紮的皇后山軍營，更曾出現英式酒吧街，亦開始有不少西餐廳開業，如雅士餐廳。早期主要服務軍營中英兵的粉嶺聖若瑟堂亦於1953年建立，期後聖堂更於1959年創辦教會學校寶血會培靈學校。
第二次國共內戰後，國民政府遷台，但仍有不少人員在香港進行情報工作，其中在聯和墟以及軍地一帶進行了不少建設，北區亦住有不少逃避中國共產黨南來的人口，故戰後每達雙十節時聯和墟掛上青天白日滿地紅旗，更會築起大型牌樓"武昌樓"慶祝，直到1996年10月主權移交前。
1980年代末期，沿用了30多年的天光墟遷往鄰近龍躍頭的安居街農產批發市場。1990年代聯和新村被收購及拆卸，重新發展為兩幢大廈及大型商場。昔日的兩層建築物亦重建為多層大廈，不同類型的商店陸續進駐。新街市於2002年7月1日投入服務，提供356個有空調的攤檔及熟食中心，舊街市於同年9月26日停止運作，結束長達50多年的歷史任務。
2014年有政黨研究如何活化聯和墟、大埔墟和石湖墟；建議為活化聯和市場為文創產業展銷中心、在旁邊興建有蓋露天劇場為區內的新地標，後方則綠化為跳蚤市場。 
2014年，信置以7.3億元奪粉嶺聯和墟限量地，於2016年命名為「囍逸」，設296個單位，基座設有兩層高商場「28墟」。

### 商場及天橋網絡
聯和墟自1980年代，在外圍興建不少多層住宅的屋苑，而這些屋苑大多附設購物商場。
以下為區內商場：
- 海聯廣場
- 榮輝商場
- 榮福商場
- 帝庭軒商場
- 綠悠軒商場
- 逸峯廣場
- 28墟

區內設有行人天橋網絡，以聯和墟巴士總站上蓋商場帝庭軒商場為中心，連接綠悠軒商場、聯和墟市政大廈、逸峯廣場及榮福商場。

### 舊建築物
- 聯和市場

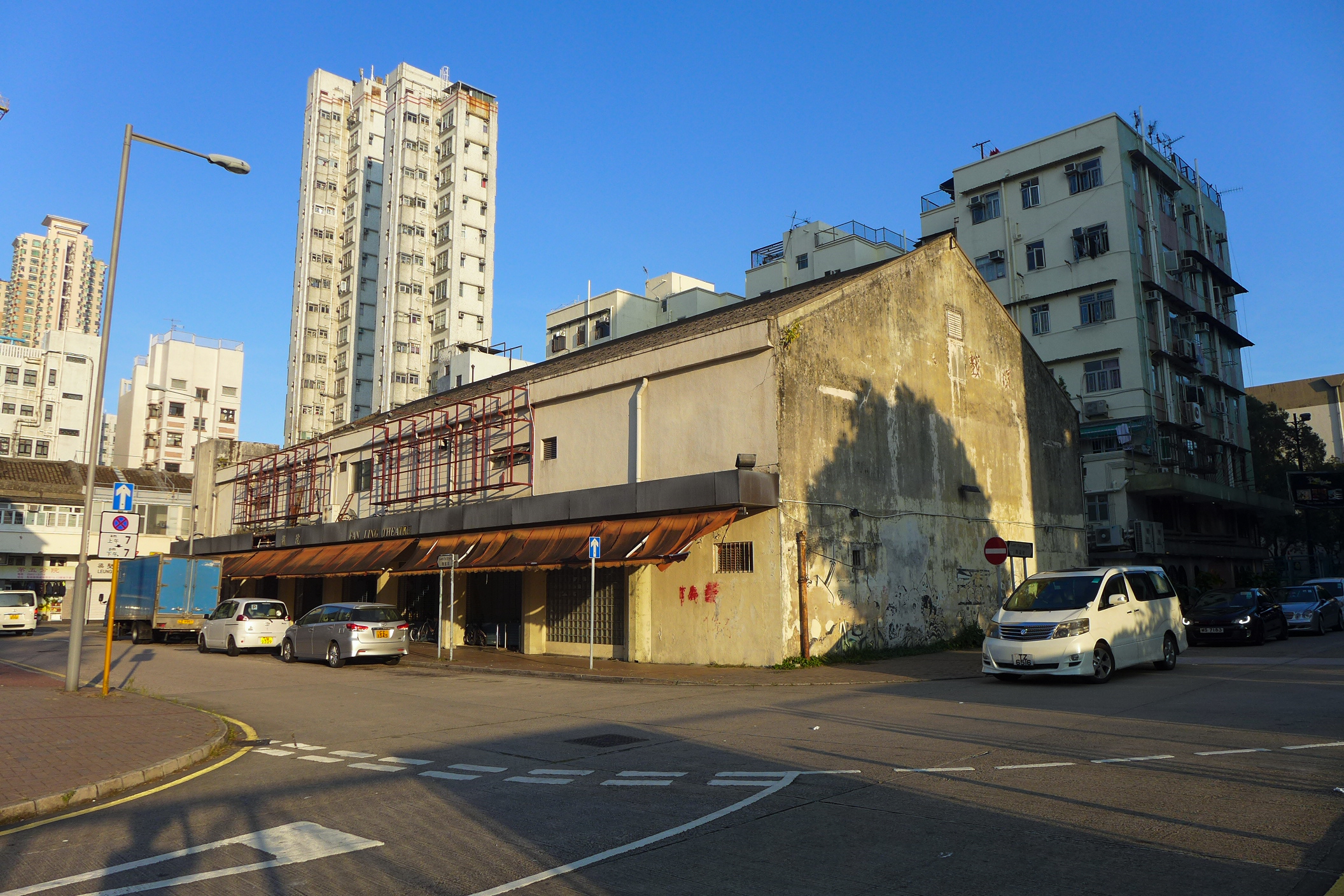
粉嶺戲院 (已拆)
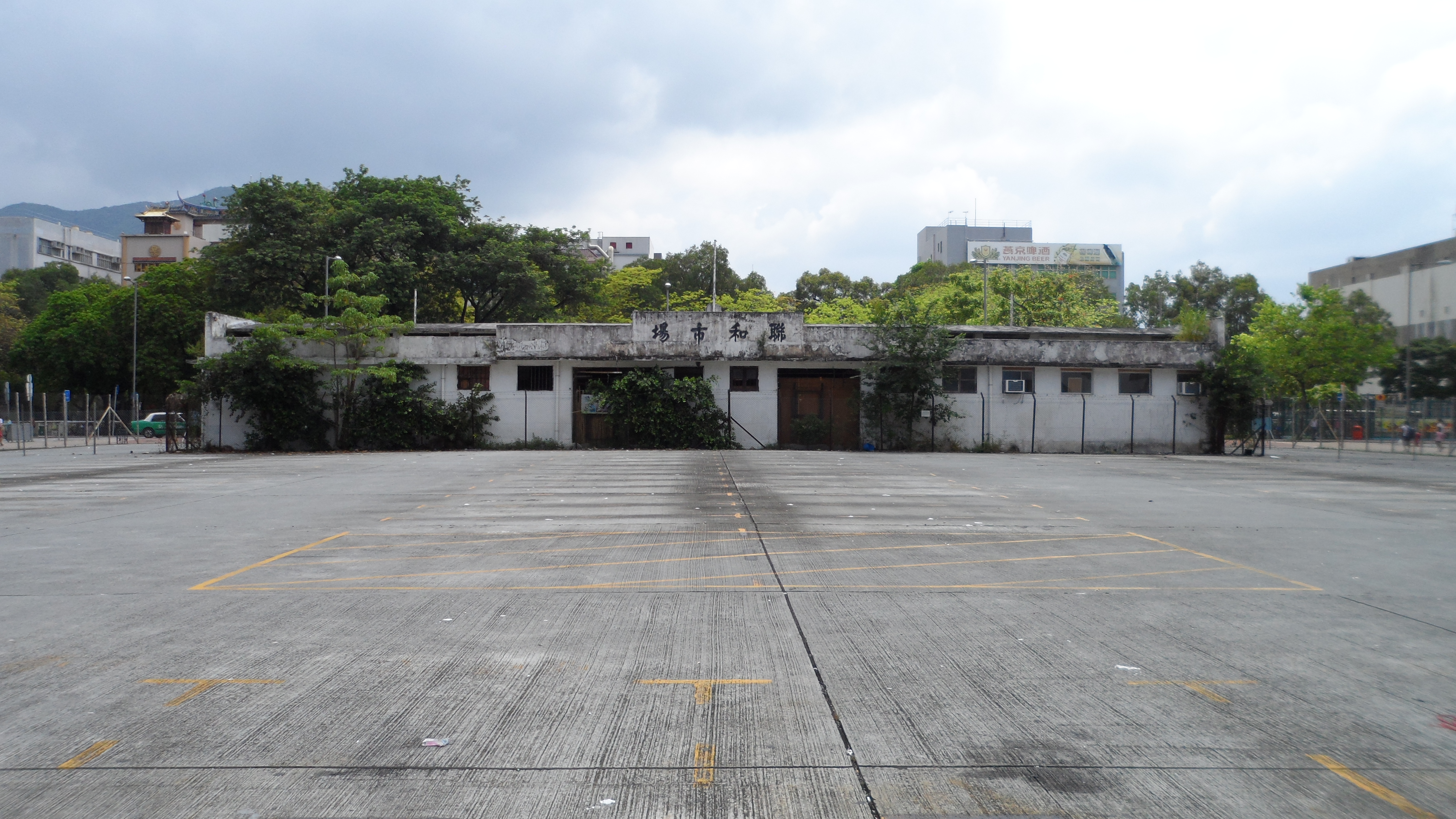
聯和市場
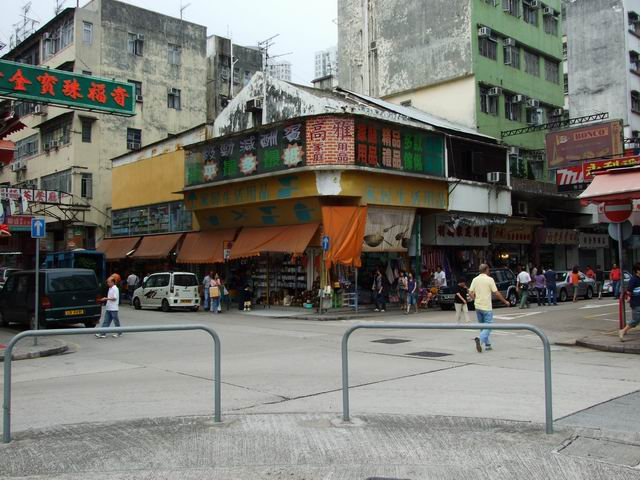
舊式兩層建築物

- 粉嶺區鄉事委員會
- 適雅餐廳（畢打奧）
- 雅士餐廳
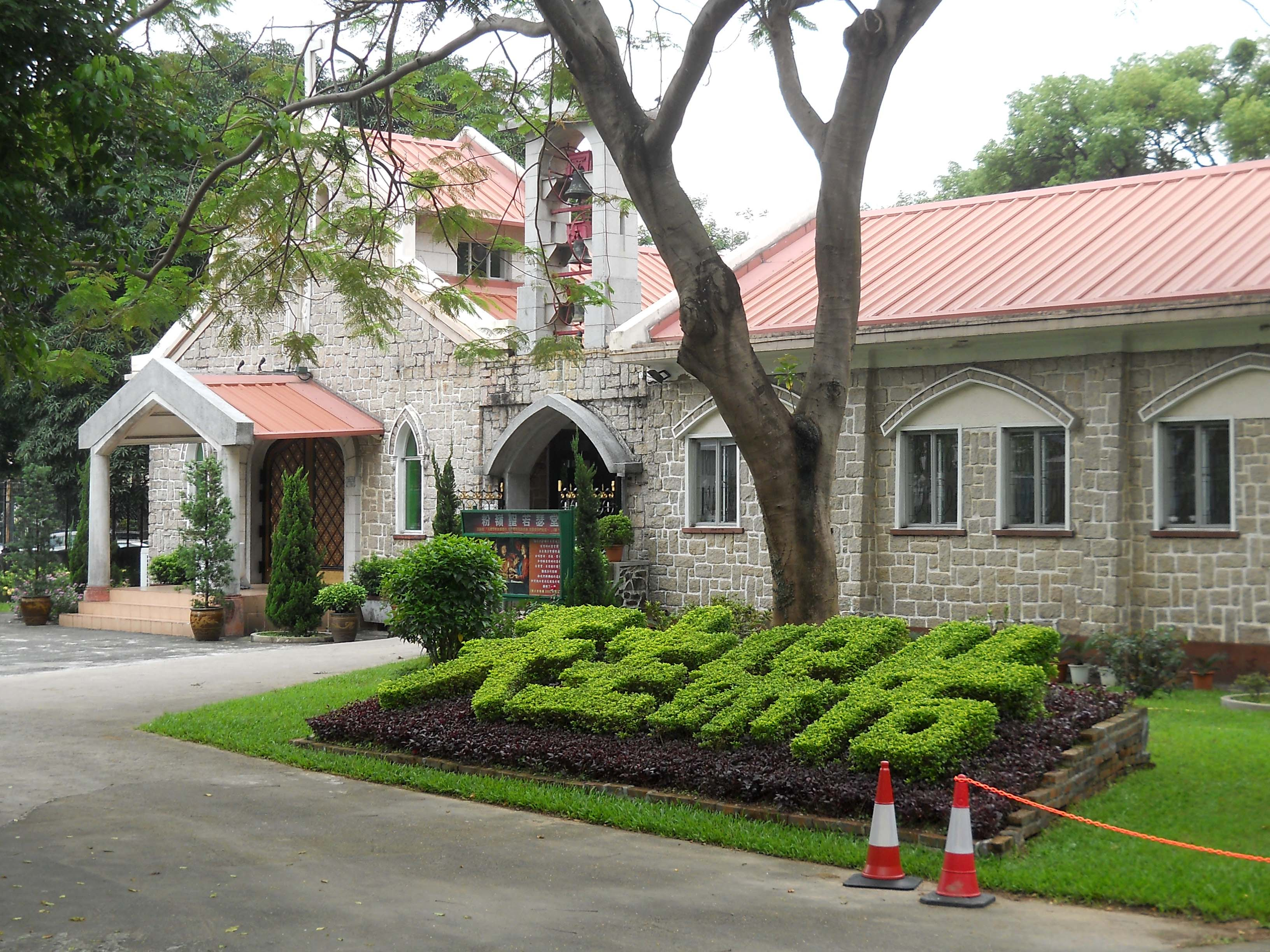
聖約瑟堂教堂 (擴建中)

- 粉嶺戲院 (已拆)
- 聯和市場
- 舊式兩層建築物
- 聖約瑟堂教堂 (擴建中)

## 區議會議席分布
為方便比較，以下列表主要以沙頭角公路之西北方、馬適路以南以及粉嶺樓路以東為範圍。
| 年度/範圍                                    | 2000-2003  | 2004-2007  | 2008-2011  | 2012-2015  | 2016-2019  | 2020-2023  | 2024-2027  |
| -------------------------------------------- | ---------- | ---------- | ---------- | ---------- | ---------- | ---------- | ---------- |
| 聯和墟唐樓群                                 | 聯和墟選區 | 聯和墟選區 | 聯和墟選區 | 聯和墟選區 | 聯和墟選區 | 聯和墟選區 | 蝴蝶山選區 |
| 榮福中心、榮輝中心、海聯廣場、帝庭軒及御庭軒 | 聯和墟選區 | 聯和墟選區 | 聯和墟選區 | 聯和墟選區 | 聯和墟選區 | 聯和墟選區 | 蝴蝶山選區 |
| 瓏山1號（聯興街39號）                        | 聯和墟選區 | 聯和墟選區 | 聯和墟選區 | 聯和墟選區 | 聯和墟選區 | 粉嶺市選區 | 蝴蝶山選區 |
| 綠悠軒及逸峯（馬適路1號）                    | 粉嶺市選區 | 皇后山選區 | 皇后山選區 | 天平東選區 | 天平東選區 | 天平東選區 | 紅花嶺選區 |

## 大型屋苑

### 私人機構參建居屋

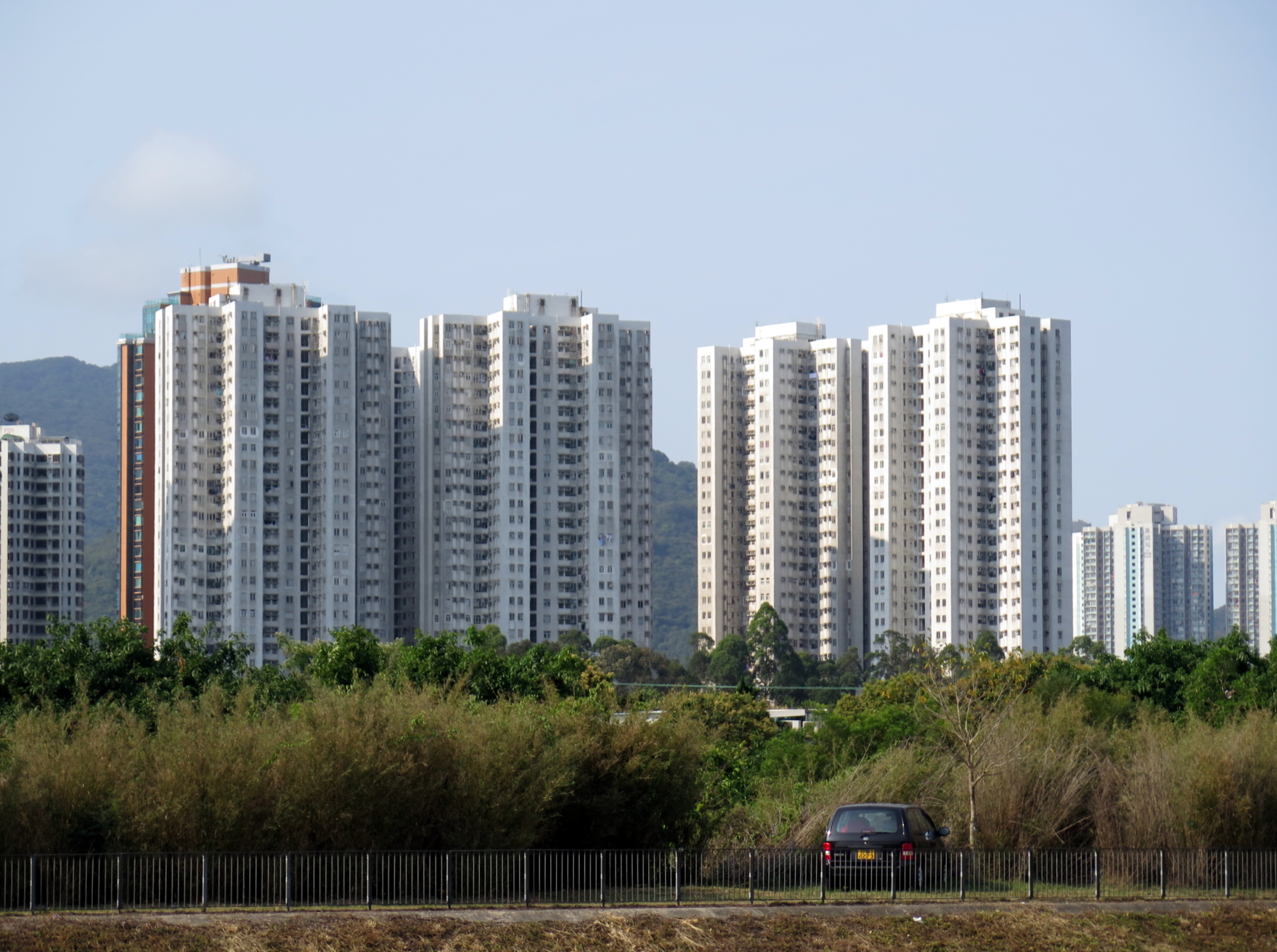
榮福中心
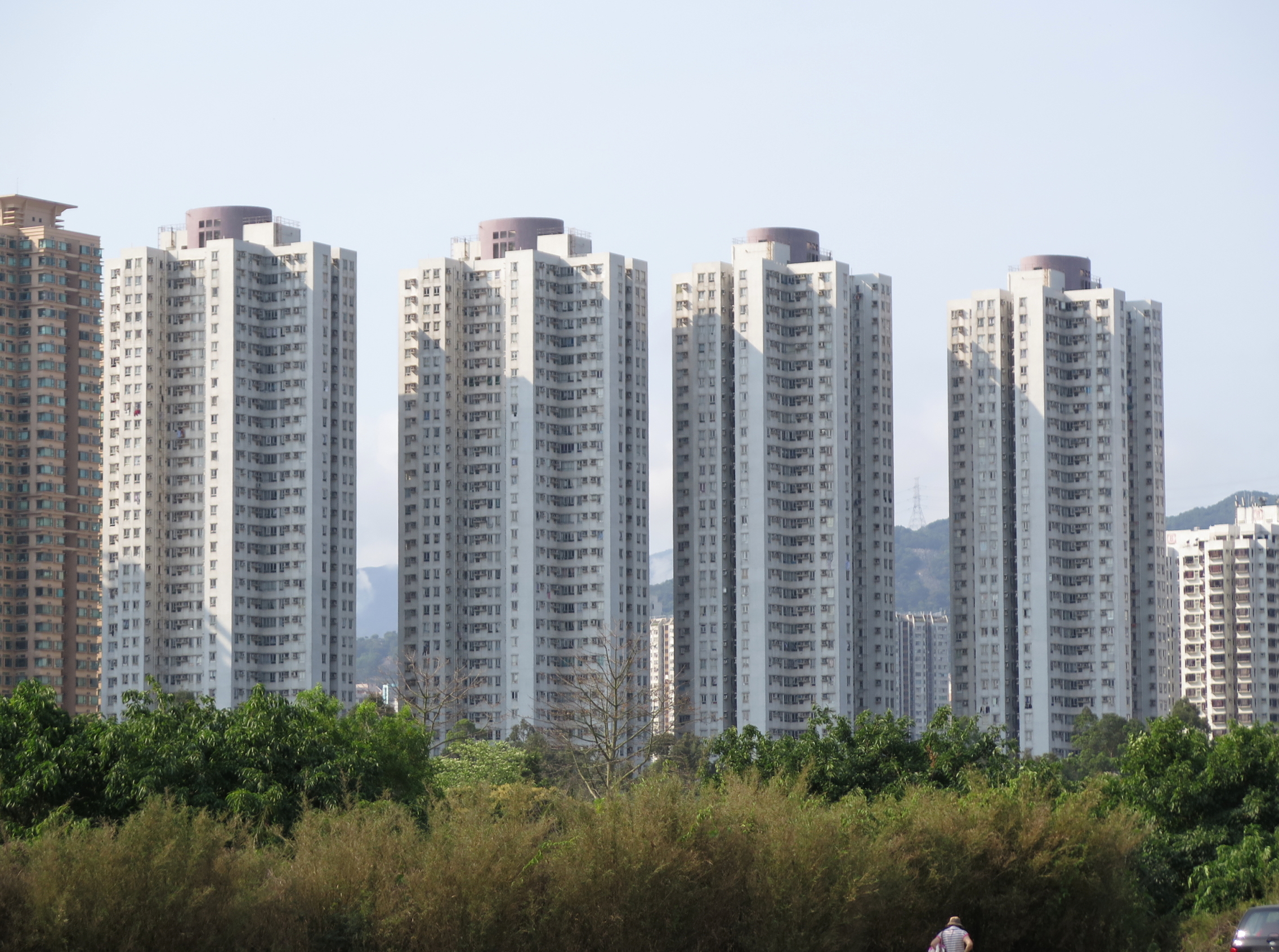
榮輝中心
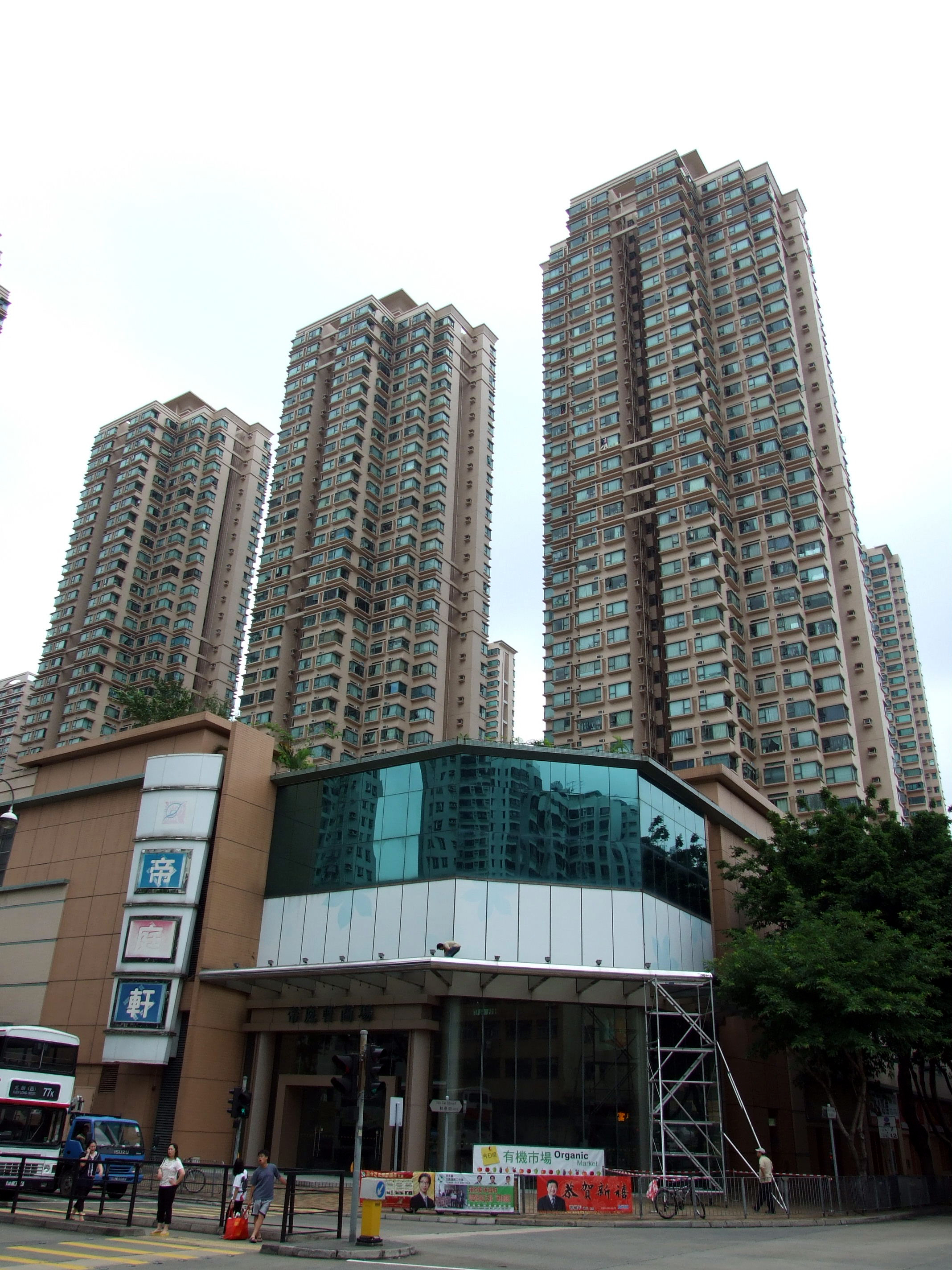
帝庭軒
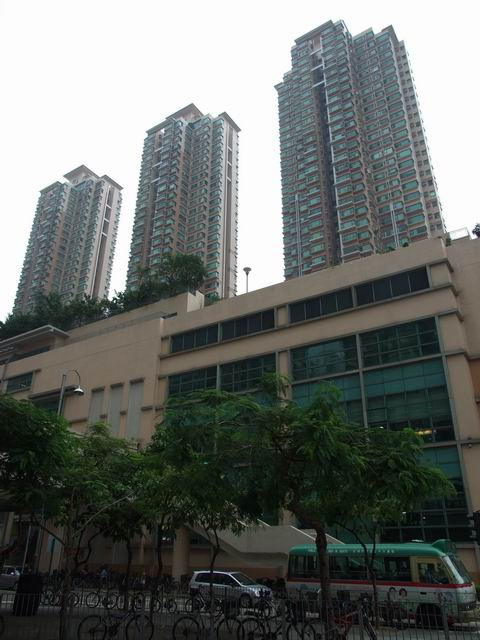
御庭軒
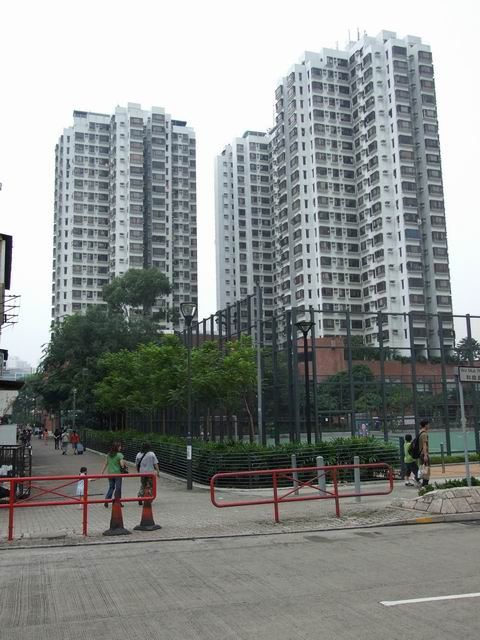
海聯廣場
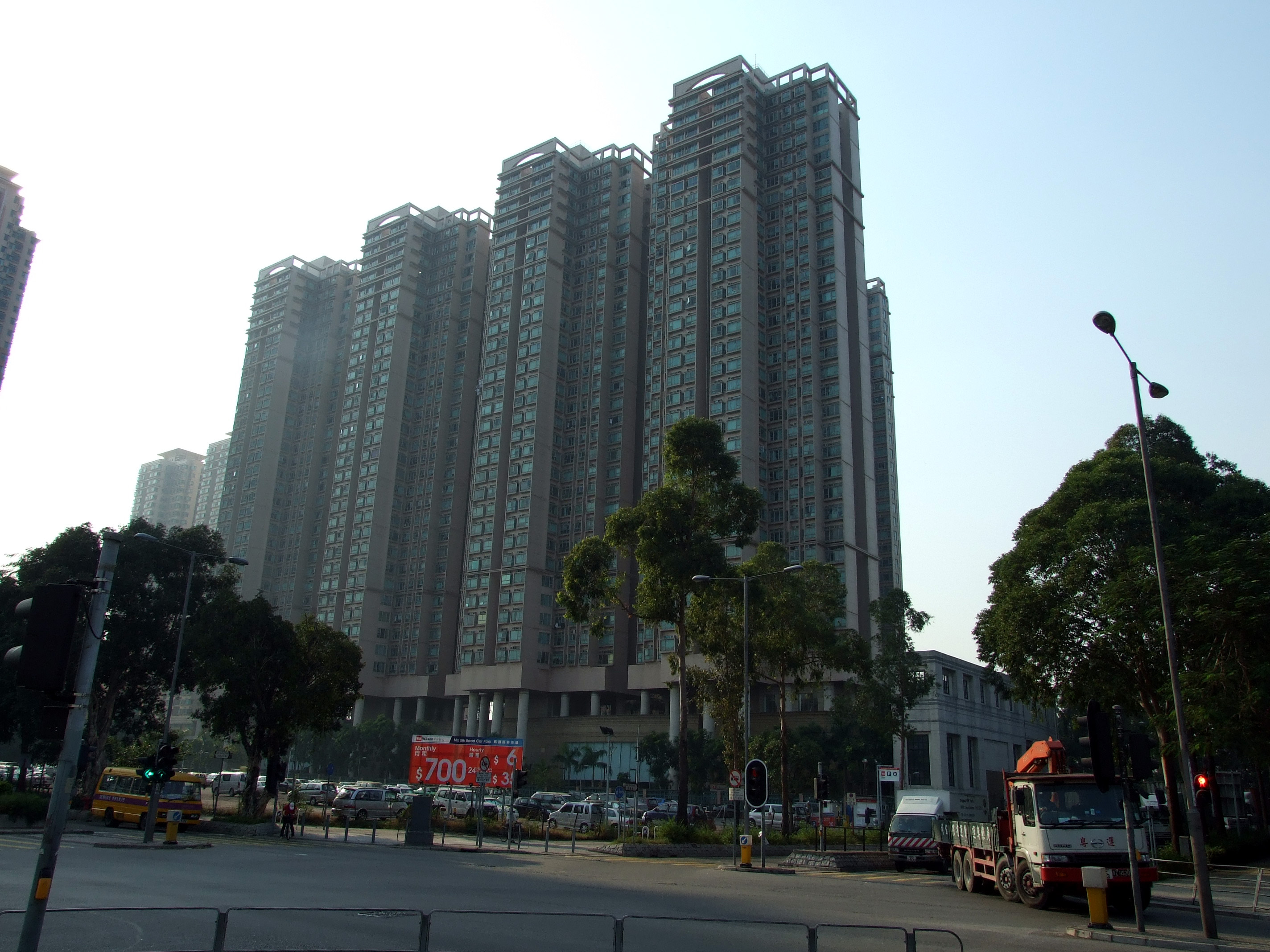
綠悠軒
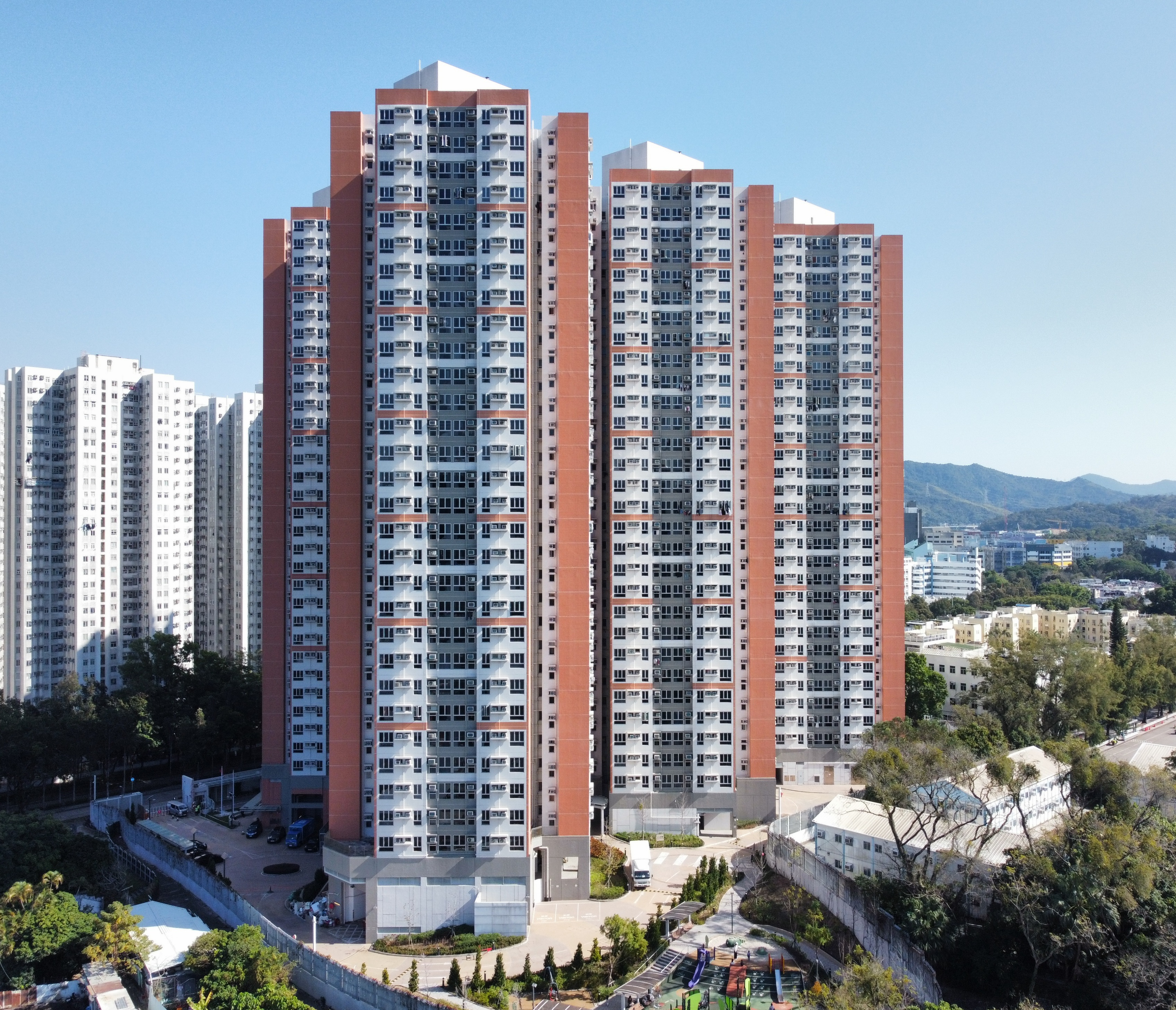
芬園

### 政府宿舍
- 芬園

### 私人屋苑
- 粉嶺花園
- 海聯廣場
- 綠悠軒
- 帝庭軒
- 御庭軒
- 逸峯
- 瓏山一號
- 囍逸

- 榮福中心
- 榮輝中心
- 帝庭軒
- 御庭軒
- 海聯廣場
- 綠悠軒
- 芬園

## 社區設施
聯和墟大部份社區設施設於聯和墟市政大廈，內設聯和墟社區會堂、街市、熟食中心、粉嶺公共圖書館和聯和墟體育館。
- 粉嶺聯和墟球場 (聯和道)
- 粉嶺和睦路球場 (和睦路)
- 粉嶺安樂村遊樂場

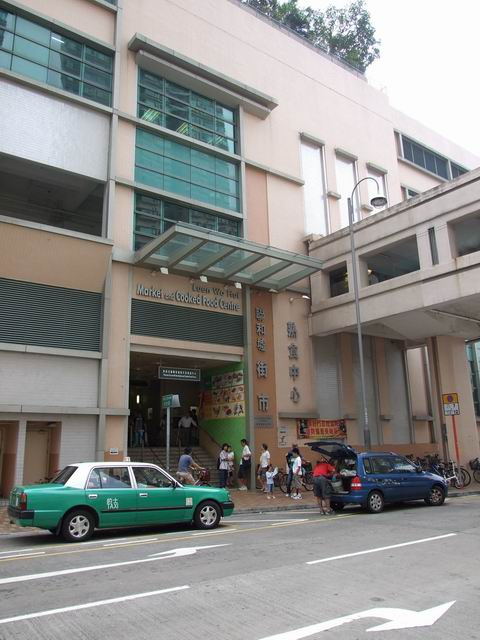
聯和墟街市
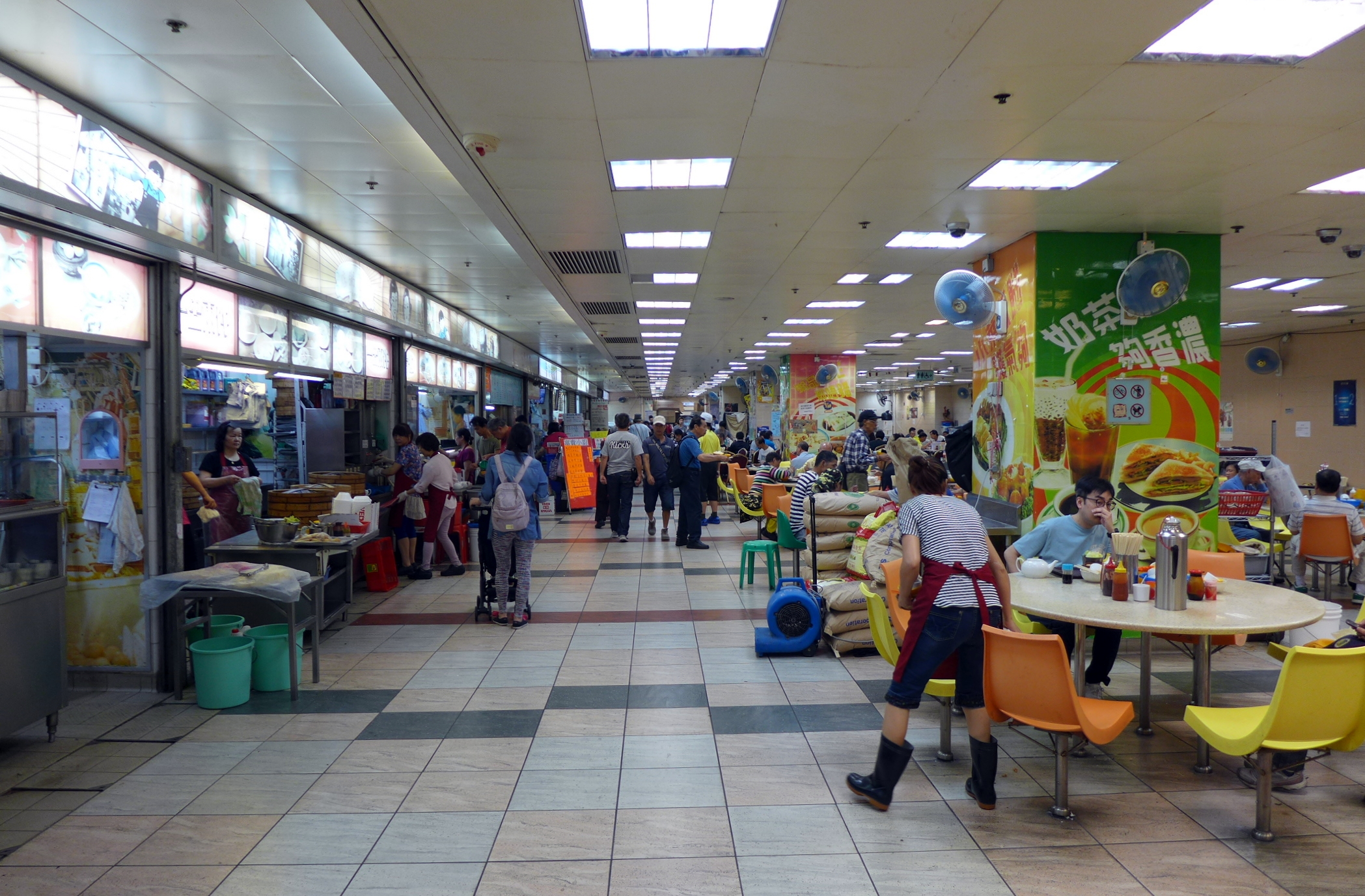
聯和墟街市熟食中心
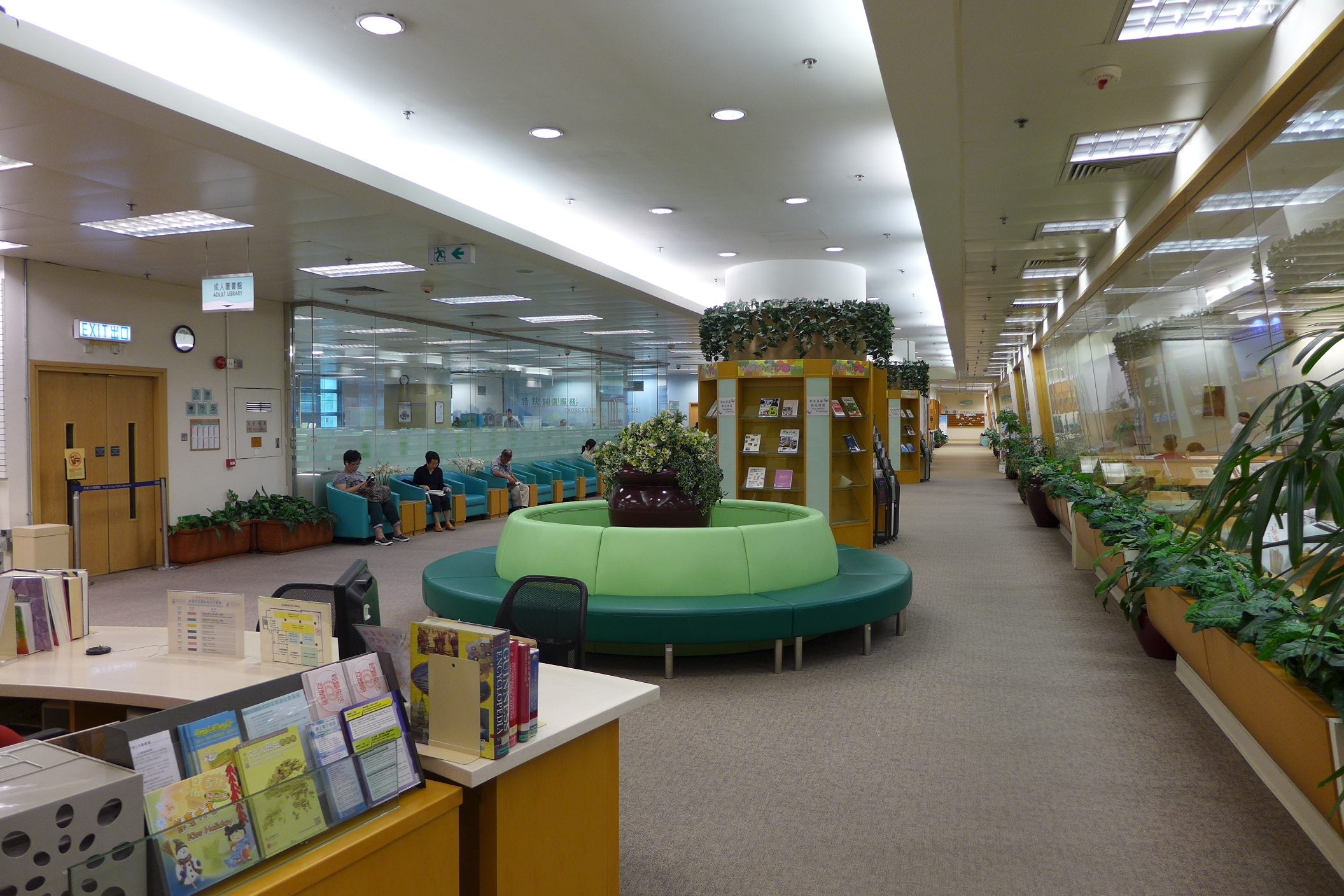
粉嶺公共圖書館
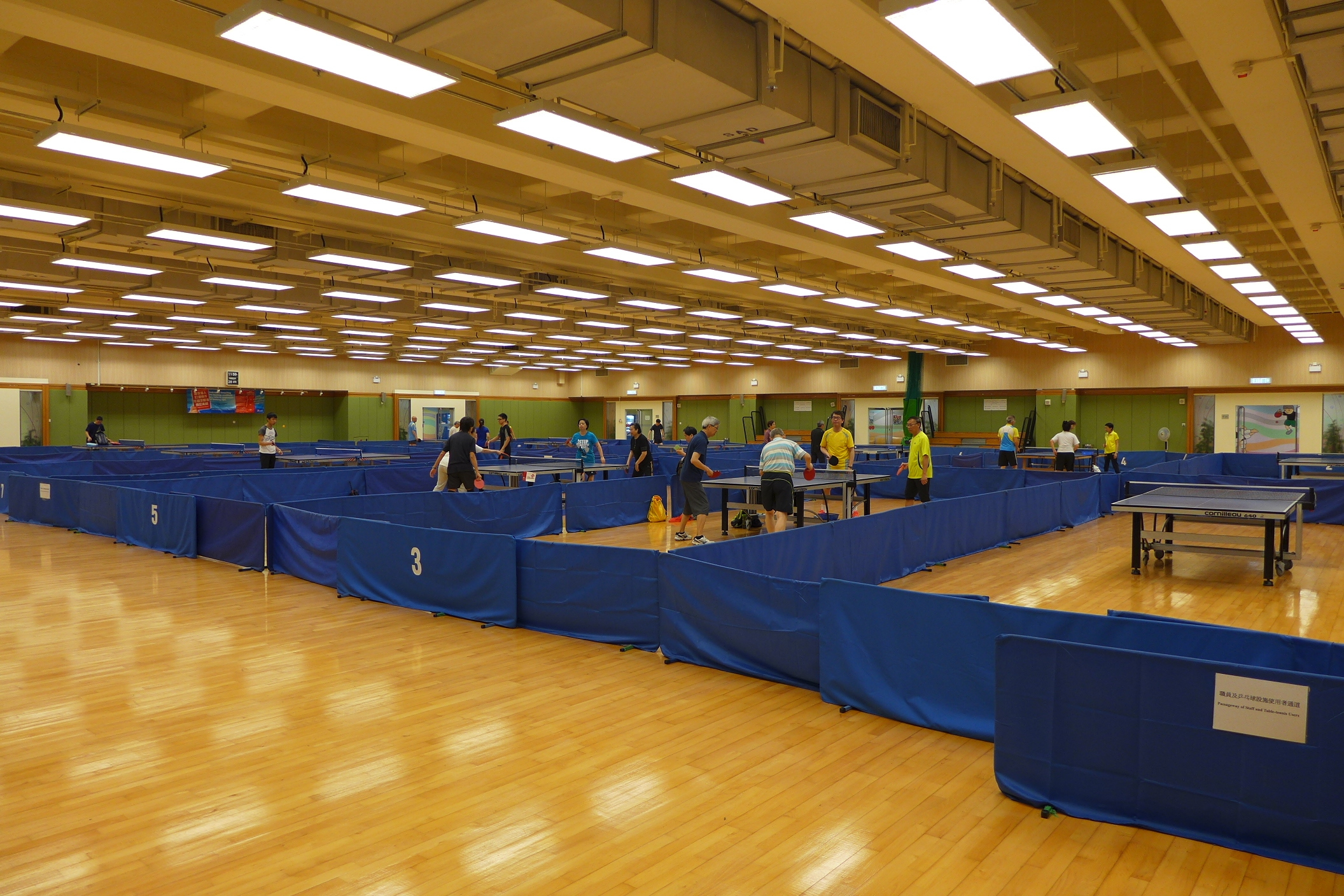
聯和墟體育館
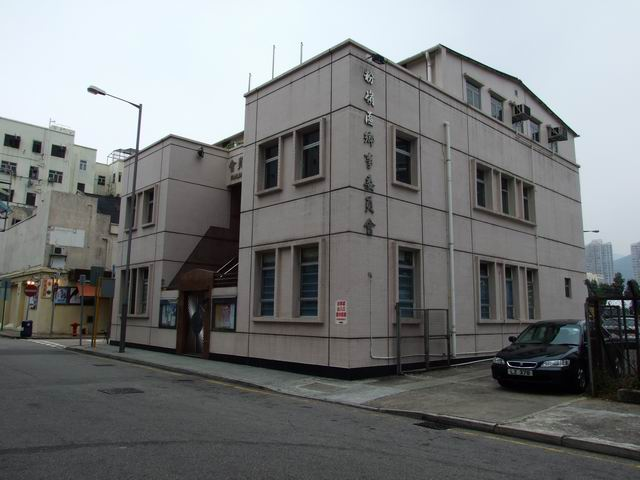
粉嶺區鄉事委員會

## 基礎教育

### 中學
- 粉嶺禮賢會中學
- 香海正覺蓮社佛教馬錦燦紀念英文中學

### 小學

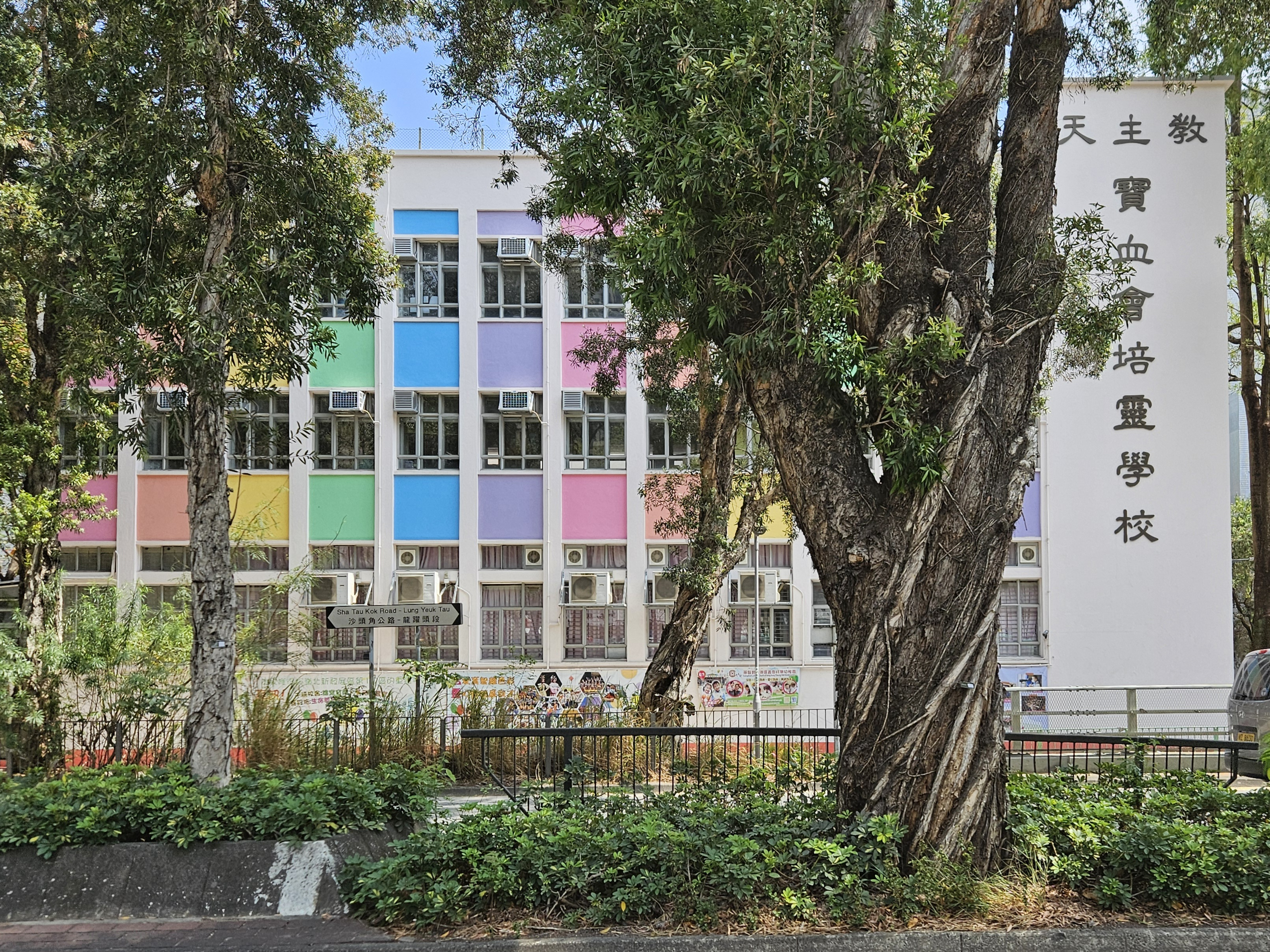
寶血會培靈學校
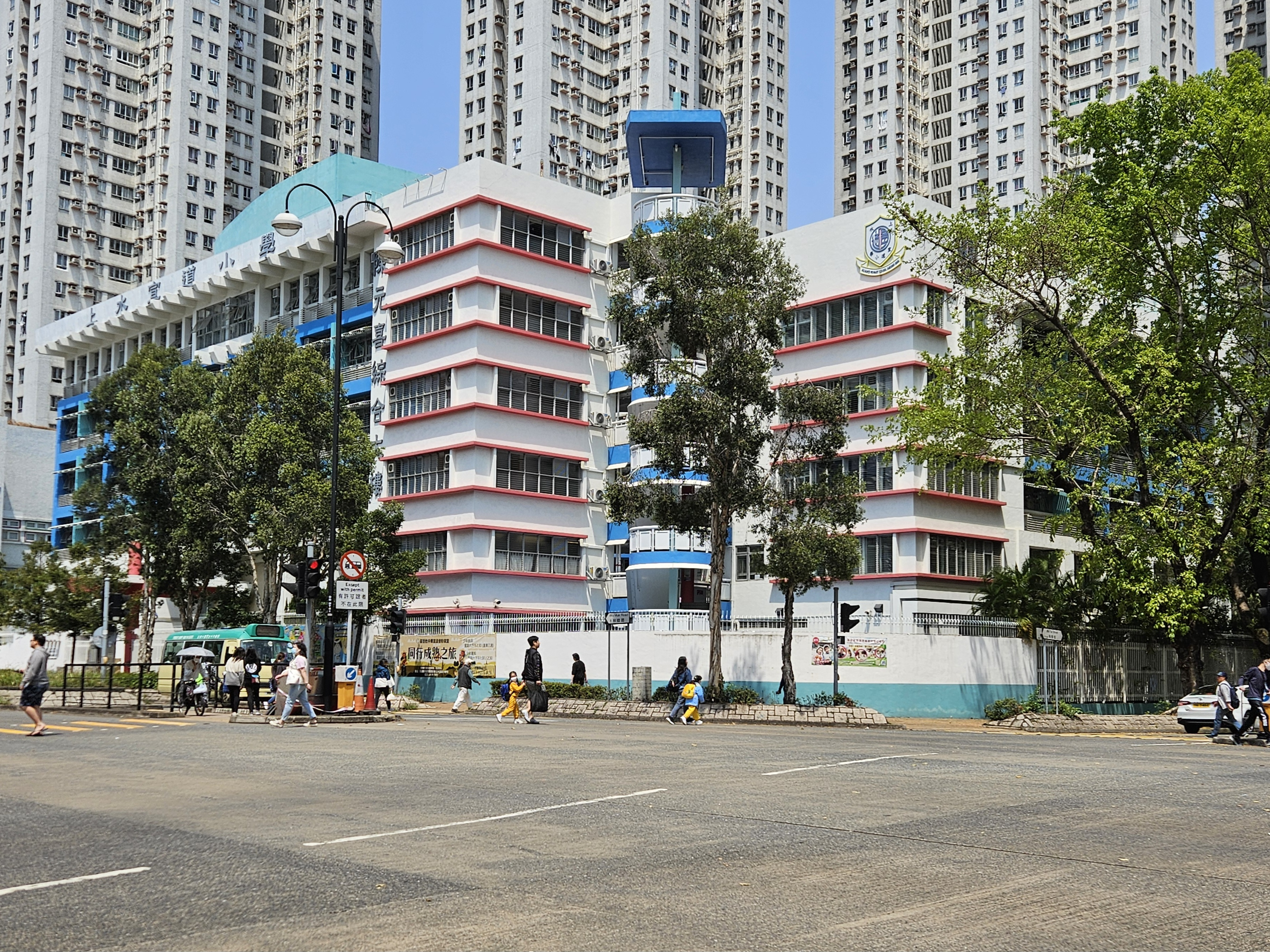
上水宣道小學
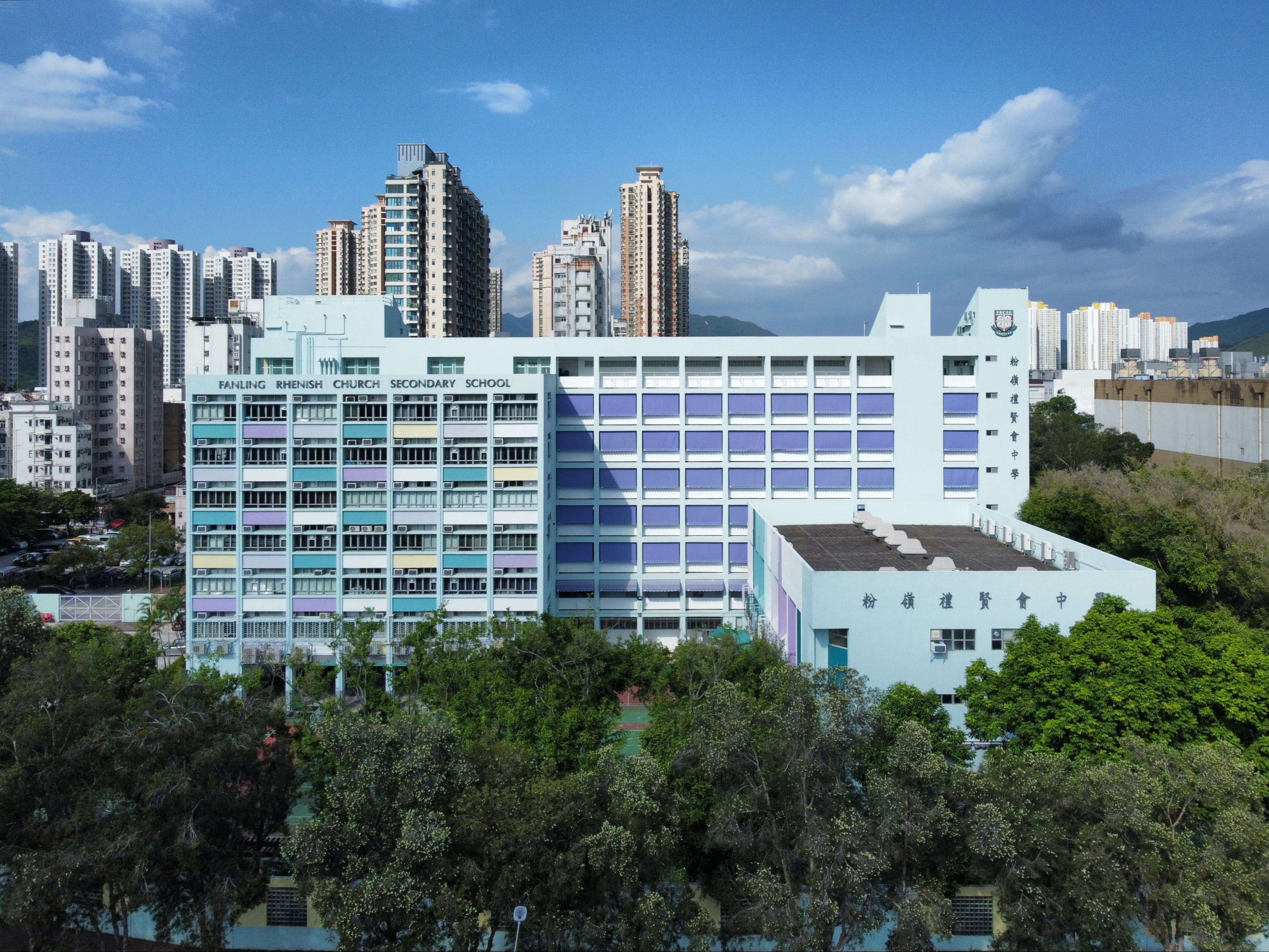
粉嶺禮賢會中學
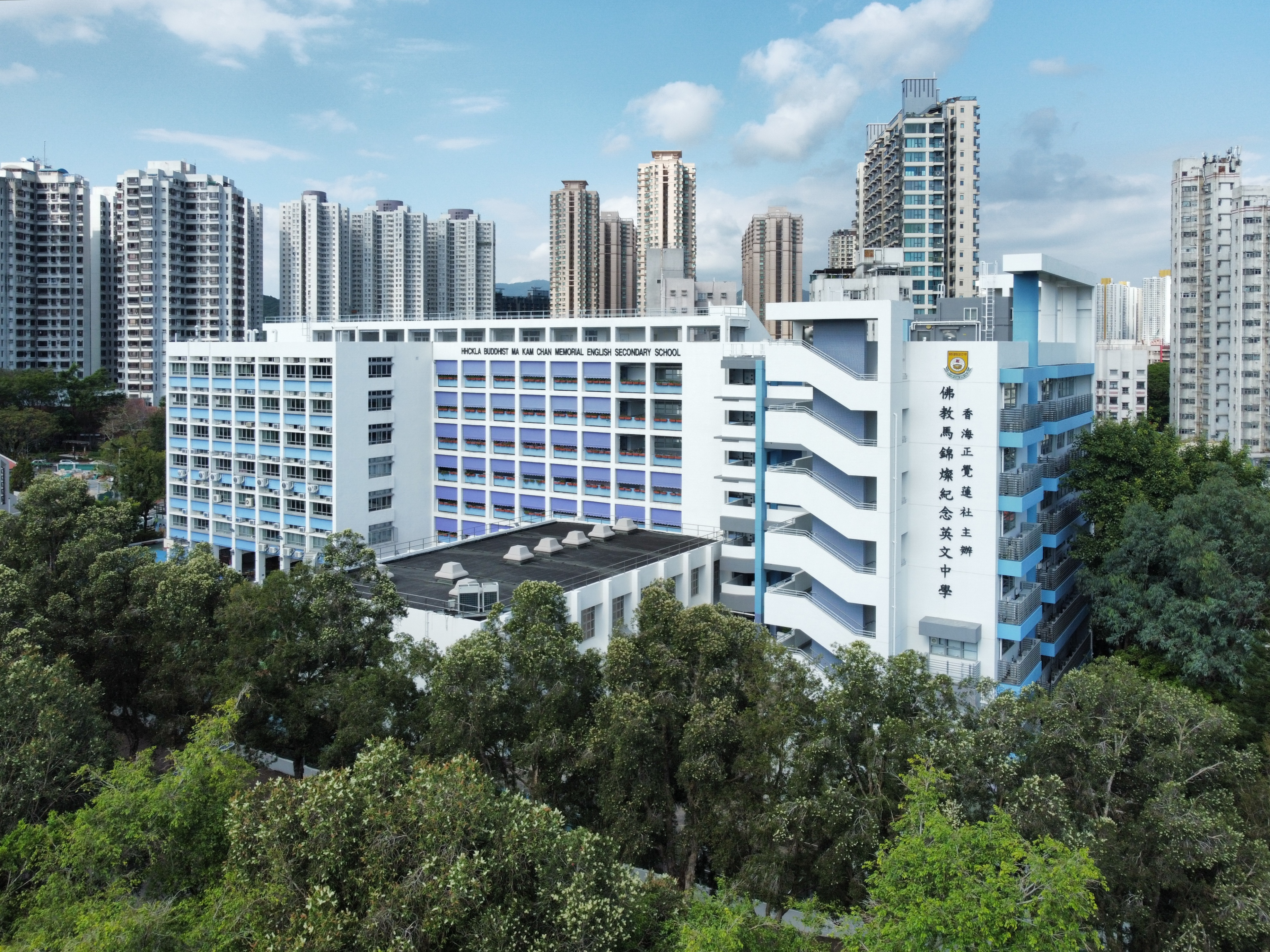
香海正覺蓮社佛教馬錦燦紀念英文中學

- 寶血會培靈學校
- 上水宣道小學
- 粉嶺禮賢會中學
- 香海正覺蓮社佛教馬錦燦紀念英文中學

## 交通
- 主要交通幹道：沙頭角公路－龍躍頭段
- 主要公共運輸交匯處：聯和墟巴士總站及其外的露天小巴總站

## 影視作品
- 焚城
- 每當變幻時

## 備註
1. ↑  香港工商日報, 1949-08-24 第6頁
2. ↑  
.   [2012-01-31]. （原始内容存档于2016-01-01）.
3. ↑  公秤的收費或佣金，用於協助社區建設
4. ↑  即每月農曆初一、初四、初七、十一、十四、十七、廿一、廿四及廿七日
5. 1 2  .   [2013年6月22日]. （原始内容存档于2016年3月4日）.
6. ↑  活化三區墟市 打造特色景點 （页面存档备份，存于） 《東方日報》 2014年4月7日
7. ↑  .   [2016-10-10]. （原始内容存档于2020-03-29）.
8. ↑  .   [2016-10-10]. （原始内容存档于2016-10-10）.
9. ↑  .   [2016-10-10]. （原始内容存档于2020-08-07）.
10. ↑  .   [2016-10-10]. （原始内容存档于2016-09-22）.
11. ↑  .   [2016-10-10]. （原始内容存档于2016-10-10）.
12. ↑  .   [2016-10-10]. （原始内容存档于2016-10-09）.

## 外部連結
- 歷史圖片 - 1966年粉嶺聯和墟街市
- 歷史圖片 - 1982年粉嶺聯和墟街市
- 歷史圖片 - 60年代俯瞰粉嶺聯和墟
- Facebook 專頁 : 永遠懷念粉嶺聯和墟戲院 Archive.today的存檔，存档日期2012-07-30
- Facebook 專頁 :  粉嶺和聯和墟
- Facebook 群組 : 粉嶺和聯和墟
- Facebook 群組 : 支持保育文化遺物 × 活化粉嶺戲院